# أوبرا قطف الشاي
أوبرا قطف الشاي (بالصينية: 采茶戏) هو شكل من أشكال الترفيه الموسيقي أو الغناء الشعبي الذي ارتبط بزراعة الشاي في أجزاء من الصين.

## الأصل التاريخي
تعود جذور أوبرا قطف الشاي إلى المناطق التي انتشرت بها زراعة الشاي حول جبل جيولونغ في جنوب مقاطعة جيانغشي في الصين، حيث كان عمال قطف الشاي منذ ما يقرب من أربعمائة عام يقومون بتزجية الوقت عن طريق غناء أغاني طويلة لبعضهم البعض أثناء قيامهم بالمهمة الرتيبة المتمثلة في قطف وجمع أوراق نبات الشاي. غالبًا ما كانت الأغاني تتكون من ثلاثة فصول تتبادلها مجموعات مختلفة من قاطفي الشاي. أخذت هذه الأغاني الشعبية في الانتشار تدريجيًا، وبعد أن أدتها العديد من الفرق الموسيقية والمطربين الصينيين على مسارح الصين وبعض مسارح العالم أصبحت تُعرف في النهاية باسم أوبرا قطف الشاي. عُرفت أشكال متنوعة من أوبرا قطف الشاي في مناطق أخرى من الصين، مثل مقاطعة هوانغمي الواقعة بمنطقة خوبي في وسط شرقي الصين، ومنطقة آنهوي، وإقليم غوانغدونغ ومقاطعة فوجيان. وكان لدى العديد من الشعوب الآسيوية ألوانا من الغناء الشعبي التي تتشابه كثيرا مع أوبرا قطف الشاي، مثل شعب هاكا التايواني الذي لديه أيضًا أوبرا هاكا لقطف الشاي. أدرجت أوبرا قطف الشاي ضمن التراث الثقافي غير المادي في مقاطعة جيانغشي.
تحكي واحدة من أشهر أغاني قطف الشاي التايوانية التي تؤدى بلغة الهاكا عن رجل عاطل عن العمل يُدعى تشانغ سان لانغ يسافر بعد إلحاح من زوجته وأخته لكي يبيع الشاي. وخلال رحلته الطويلة يتعرف تشانغ على صاحبة متجر جميلة في السوق وينتهي به الأمر إلى البقاء هناك لمدة ثلاث سنوات. وعندما يطول أمد السفر تقرر زوجة تشانغ سان لانغ أن تخوض رحلة طويلة للبحث عن زوجها.